# Ziyad al-Nakhalah
Ziyad al-Nakhalah (arabe : زياد نخالة), parfois orthographié Ziyad Al-Nakhala, Ziad Al-Nakhala ou Ziad Nakhalé, né le 6 avril 1953 à Khan Younès, est un homme politique palestinien, chef du Jihad islamique palestinien (JIP) depuis le 28 septembre 2018. 

## Biographie
Ziyad al-Nakhalah naît le 6 avril 1953 à Khan Younès (Gaza), alors sous occupation égyptienne,. Son père, Rushdi al-Nakhalah, est tué en 1956, lors de l'invasion de l'Égypte par Israël, le Royaume-Uni et la France.
Il effectue ses études primaires à Khan Younès, puis poursuit à l’Institut de l’orphelinat, avant de continuer dans les écoles de Gaza, où il termine ses études préparatoires et secondaires. Il rejoint ensuite l’institut des enseignants de Gaza et obtient un certificat d’aptitude à l’enseignement.
il est marié et est père de deux fils et quatre filles.
Al-Nakhalah vivrait actuellement soit au Liban,, soit en Syrie.

### Engagement politique
Combattant du Front de libération arabe, il est arrêté en 1971 et condamné à la prison à vie en Israël pour avoir lancé des bombes sur des patrouilles israéliennes dans les territoires occupés. Il est l'un des 1 150 prisonniers de sécurité libérés par Israël le 21 mai 1985 lors d'un échange de prisonniers dans le cadre de l'accord de Jibril.
Il se tourne vers l'islamisme pendant ses quatorze année d'emprisonnement en Israël. Après sa libération, il est chargé par Fathi Shikaki, alors secrétaire général du JIP, d'établir dans la bande de Gaza la branche militaire du mouvement, les Brigades Al-Qods. Al-Nakhalah est de nouveau arrêté par Israël en avril 1988 pour son rôle dans la première intifada, et est exilé au Liban en août 1988 avec d'autres dirigeants du JIP.
Al-Nakhalah devient secrétaire général adjoint du JIP en 1995.
D'orientation politique nationaliste et islamiste, il est décrit comme un admirateur de la révolution iranienne de 1979 et lecteur du penseur martiniquais anticolonial Frantz Fanon.
Le 23 janvier 2014, les États-Unis désignent al-Nakhalah comme terroriste, ce qui entraîne le gel de ses éventuels biens et intérêts sur leur territoire. Washington offre également une récompense de 5 millions de dollars pour toute information menant à sa capture. Son organisation, le Jihad islamique palestinien, est par ailleurs désignée organisation terroriste par les États-Unis, l'Union européenne, le Royaume-Uni, le Japon, le Canada, l'Australie, la Nouvelle-Zélande, et Israël. 
Lors de la guerre israélienne contre la bande de Gaza en 2014, al-Nakhalah participe aux négociations entre factions et forces armées qui aboutissent à un accord de cessez-le-feu. Pendant ce conflit, des avions israéliens ciblent la maison familiale à Gaza, tuant la femme et le fils de son frère. 
Fort de ses liens avec le Fatah et le Hamas, al-Nakhalah dirige à plusieurs reprises la délégation du Jihad islamique palestinien lors des négociations de réconciliation palestinienne. Il contribue fortement à rapprocher le président de l'État de Palestine, Mahmoud Abbas, et le chef du bureau politique du Hamas (ar), Khaled Mechaal, et à surmonter les divisions au sein de la scène politique palestinienne. 
Al-Nakhalah est élu secrétaire général du JIP le 28 septembre 2018, succédant à Ramadan Shallah, victime d'une série d'accidents vasculaires cérébraux en avril 2018,. 
Il survit à plusieurs tentatives d'assassinat du Shin Bet israélien. Le 31 juillet 2024, il séjourne dans le même complexe que celui dans lequel le chef du bureau politique du Hamas, Ismaël Haniyeh, est assassiné par Israël. Selon deux responsables iraniens, relayés anonymement par le New York Times, il « occupait la chambre d'à côté », tandis que Le Figaro et Les Echos affirment qu'il logeait à un autre étage. « Sa chambre n'a pas été gravement endommagée », selon le New York Times, et il « s’en est sorti sain et sauf », relève Les Echos. Le Figaro note toutefois qu'il « a (...) échappé de peu à la mort »,,. Le 13 mars 2025, le Premier ministre israélien, Benyamin Netanyahou, revendique le bombardement d'« un quartier général du Jihad islamique au cœur de Damas ». Selon le représentant du Jihad islamique en Syrie, Ismaïl al-Sindawi, « le raid [...] a visé un bâtiment appartenant au secrétaire général du mouvement Ziyad al-Nakhalah, et c'est un vieux bâtiment sans habitants ni même de gardiens ».  